# Roger Ramjet
Roger Ramjet è una serie televisiva animata statunitense del 1965, creata da Fred Crippen.
La serie è stata trasmessa per la prima volta negli Stati Uniti in syndication dal 1965 al 1969, per un totale di 156 episodi ripartiti su cinque stagioni. In Italia è stata trasmessa sulle televisioni locali dal 1978.

## Episodi
| Stagione         | Episodi | Prima TV USA | Prima TV Italia |
| ---------------- | ------- | ------------ | --------------- |
| Prima stagione   | 32      | 1965         | 1978            |
| Seconda stagione | 32      | 1966         |                 |
| Terza stagione   | 32      | 1967         |                 |
| Quarta stagione  | 32      | 1968         |                 |
| Quinta stagione  | 28      | 1969         |                 |

## Personaggi e doppiatori
- Roger Ramjet, voce originale di Gary Owens, italiana di Mario Laurentino.
- Yank e Dan, voci originali di Dick Beals.
- Doodle, voce originale di Gene Moss.
- Dee, voce originale di Joan Gerber.